# عبد الوهاب بن عطاء
عبد الوهاب بن عطاء العَجْليّ الخَفّاف، من رواة الحديث النبوي، حديثه في درجة الحسن.

## سيرته
هو عبد الوهاب بن عطاء العَجْليّ الخَفّاف، مولى بني عجل، وكنيته أبو نصر البصري، ولد في البصرة، وسكن بغداد فنزلها وأوطنها ولزم السوق بالكَرْخ، ولم يزل بها حتّى مات، عرف بصحبته لسعيد بن أبي عروبة وكتابته كتبه، وكان كثير الحديث. روي أنه كان عبدًا صالحًا بكاءً، وتوفي سنة 204 هـ.

## علمه بالحديث
- حدث عن: حميد الطويل، وسعيد الجريري، وسليمان التيمي، وأبي عون ، وخالد الحذاء، وثور بن يزيد، وسعيد بن أبي عروبة فأكثر عنه، ومحمد بن عمرو بن علقمة، وأبي عمرو بن العلاء،[1] وداود بن أبي هند دينار القشيري، وعمران بن حُدير،[2] وابن جريج، ومالك وهشام وحسان وإسرائيل وإسماعيل بن مسلم.[3][4]
- حدث عنه: أحمد بن حنبل، وعمرو الناقد، والحسن بن محمد الزعفراني، وعباس الدوري، ويحيى بن جعفر بن أعين البارقي، والحارث بن أبي أسامة،[1] إسحاق بن راهويه، ويحيى بن معين، وعمرو بن زرارة النيسابوري، محمد بن عبد الله الرزي، وعبد الله بن محمد بن إسحاق الأذرمي، وأبو ثور إبراهيم بن خالد الكلبي، وإبراهيم بن سعيد الجوهري، وإسحاق بن منصور الكوسج، ومحمد بن سليمان الأنباري، ومحمد بن حاتم بن بزيع، ومحمد بن أحمد بن العوام الرياحي، والوليد الفحام، ويحيى بن أبي طالب.[5]
- مرتبته عند أهل الحديث: قال يحيى بن معين: «ثقة.» وكذلك قال الدارقطني وغيره، وقال محمد بن إسماعيل البخاري: «ليس بالقوي»، وروى عبد الملك الميموني عن أحمد بن حنبل قال: «ضعيف الحديث مضطرب»، وقال الذهبي: «حديثه في درجة الحسن».[1] وقال عبد الرحمن المباركفوري: «صدوق ربما أخطأ، أنكروا عليه حديثًا في فضل العباس يقال دلسه عن ثور من التاسعة».[6] وقال عثمان بن أبي شيبة: «عبد الوهاب بن عطاء ليس بكذاب، ولكن ليس هو ممن يتكل عليه»، وذكره ابن حبان في الثقات.[7] ووقال النسائي: «ليس به بأس»، وكذلك قال ابن عدي، وقال الحسن بن سفيان: «ثقة»، وقال البزار: «ليس بقوي».[8]